# Leucophora similis
Leucophora similis är en tvåvingeart som först beskrevs av Johann Andreas Schnabl 1911.  Leucophora similis ingår i släktet Leucophora och familjen blomsterflugor. Inga underarter finns listade i Catalogue of Life.